# Tormenta tropical Bill (2003)
La tormenta tropical Bill fue una tormenta tropical que afectó la costa del golfo de Estados Unidos en el verano de 2003. La segunda tormenta de la temporada de huracanes del Atlántico de 2003, Bill se desarrolló a partir de una onda tropical el 29 de junio al norte de la península de Yucatán. Se organizó lentamente a medida que se movía hacia el norte y alcanzó un pico de 60 millas por hora (97 km/h) poco antes de tocar tierra en el centro-sur de Luisiana. Bill se debilitó rápidamente sobre la tierra y, a medida que aceleraba hacia el noreste, la humedad de la tormenta, combinada con el aire frío de un frente frío que se acercaba, produjo un brote de 34 tornados. Bill se volvió extratropical el 2 de julio y fue absorbido por el frente frío ese mismo día.
Al tocar tierra en Luisiana, la tormenta produjo una marejada ciclónica moderada que provocó inundaciones por marea. En una ciudad en la parte noreste del estado, el oleaje rompió un dique, que inundó muchas casas en la ciudad. Los vientos moderados combinados con el suelo húmedo derribaron árboles, que luego golpearon algunas casas y líneas eléctricas, y dejaron a cientos de miles sin energía eléctrica. Dos personas murieron ahogadas por las fuertes olas en Florida. Más hacia el interior, los tornados de la tormenta produjeron daños moderados localizados. A lo largo de su trayectoria, la tormenta tropical Bill causó alrededor de $50 millones en daños (2003 USD) y cuatro muertes.

## Historia meteorológica
Una onda tropical desarrolló una convección dispersa en el centro del Mar Caribe el 24 de junio de 2003, mientras interactuaba con un nivel más bajo. Se movió lentamente hacia el noroeste y permaneció desorganizado debido a la fuerte cizalladura del viento en los niveles superiores. A fines del 27 de junio, la convección se organizó un poco mejor alrededor de un área amplia de baja presión, aunque la interacción con la tierra impidió un mayor desarrollo a medida que avanzaba hacia la península de Yucatán. El área de baja presión se definió mejor en el centro de la península de Yucatán, y después de que el sistema se volvió hacia el noroeste, la convección se organizó rápidamente mientras se encontraba sobre las cálidas aguas del Golfo de México. El 29 de junio, luego del desarrollo de una circulación cerrada, el sistema se organizó en la depresión tropical Tres mientras se encontraba a unas 40 millas (64 km) al norte de Progreso en Yucatán.

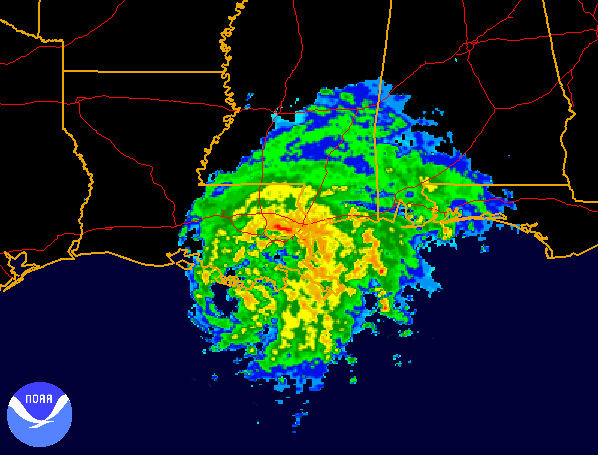
Imagen de radar de la llegada de la tormenta tropical Bill a Luisiana

La depresión cobró fuerza rápidamente para convertirse en la tormenta tropical Bill más tarde el 29 de junio de vista operativo, el Centro Nacional de Huracanes (NHC) no comenzó la emisión de avisos hasta que se alcanza el estado de tormenta tropical. Inicialmente, el sistema se parecía a un ciclón subtropical, con los vientos más fuertes y la convección profunda ubicados lejos del centro, aunque fue clasificado como tropical debido a sus orígenes tropicales. La tormenta se intensificó constantemente a medida que disminuía la cizalladura del viento, y los pronósticos iniciales del Centro Nacional de Huracanes (NHC) mencionaron la posibilidad de que Bill se intensificara al estado de huracán si la circulación de bajo nivel se organizaba debajo del área de convección más profunda. Bill giró hacia el norte-noroeste y luego hacia el norte, mientras se movía alrededor de la periferia de una cresta de alta presión. El 30 de junio, la tormenta tropical Bill alcanzó una intensidad máxima de 60 millas por hora (97 km/h), una hora antes de tocar tierra en el suroeste de Terrebonne Parish, Luisiana. Se movió hacia la costa a su máxima intensidad y rápidamente se debilitó hasta convertirse en una depresión sobre la tierra mientras aceleraba hacia el noreste. Bill siguió siendo un ciclón tropical a medida que avanzaba por el sureste de Estados Unidos, hasta que se unió a un frente frío que se acercaba el 2 de julio cerca de la frontera entre Tennessee y Virginia. La tormenta extratropical remanente fue absorbida por el frente frío el 3 de julio cerca del centro de Virginia, mientras que el área remanente de baja presión continuó hacia el noreste hasta llegar al Océano Atlántico más tarde el 3 de julio.

## Preparaciones
Poco después de que se formara la tormenta, el Centro Nacional de Huracanes (NHC) emitió una alerta de tormenta tropical desde el extremo sur de la isla de Galveston hasta Morgan City en Luisiana. A medida que se produjo un movimiento más hacia el norte, la vigilancia se canceló y se reemplazó con una advertencia de tormenta tropical desde High Island en Texas, a Pascagoula en Misisipi. Poco antes de que la tormenta tocara tierra, la advertencia se suspendió entre High Island y Cameron, Luisiana. El Centro Nacional de Huracanes (NHC) emitió brevemente una alerta de huracán desde Intracoastal City hasta Morgan City, pero se suspendió cuando la ley de tormenta tropical no se fortaleció. Antes de que la tormenta tocara tierra, las oficinas locales del Servicio Meteorológico Nacional emitieron avisos de inundaciones repentinas y un aviso de tornado para gran parte de la costa del Golfo.
La amenaza de la ley de tormenta tropical provocó la evacuación de 41 plataformas petroleras y 11 plataformas petroleras. Esto resultó en una pérdida de producción de más de 71 mil barriles (11 300 m³) de petróleo y 610 millones de pies cúbicos (17 000 000 m³) de gas.
La Cruz Roja Americana movilizó a los trabajadores y trajo alimentos, agua y otros suministros a Luisiana antes de la llegada de la tormenta. A pedido de los funcionarios de manejo de emergencias de Luisiana, la organización abrió dos refugios para residentes en áreas bajas. Varias compuertas en Nueva Orleans se cerraron antes de que la tormenta tocara tierra, y también se cerraron muchas universidades y oficinas gubernamentales. Las parroquias a lo largo de la costa cerraron campamentos de verano y prepararon bolsas de arena, botes y vehículos de ruedas altas. Los funcionarios declararon una evacuación voluntaria para Grand Isle, aunque pocos residentes hicieron caso de la recomendación. El gobernador de Luisiana, Mike Foster, declaró un estado de emergencia en todo el estado para facilitar la disponibilidad de recursos estatales, y el gobernador de Misisipi, Ronnie Musgrove, hizo una declaración similar para los condados de Harrison, Hancock y Jackson, donde también se abrieron refugios. Las autoridades de Misisipi ordenaron la evacuación de las áreas propensas a inundaciones en previsión de una marejada ciclónica moderada y mareas superiores a lo normal.

## Impacto
Bill causó cuatro muertes directas a lo largo de su camino, así como daños menores a moderados. Las estimaciones de daños ascendieron a más de $50 millones (2003 USD, $70,3 millones 2021 USD), principalmente como resultado de inundaciones o daños causados por tornados. A lo largo de su trayectoria, Bill generó 34 tornados, ubicándolo en el decimocuarto lugar en la lista de huracanes del Atlántico Norte que generan la mayor cantidad de tornados. El brote de tornado fue causado por la cizalladura del viento, el aire húmedo de la tormenta y el aire fresco de un frente frío que se acercaba. A pesar de la gran cantidad de tornados, la mayoría fueron débiles y de corta duración. Antes de formarse, la tormenta produjo lluvias a lo largo de las áreas costeras de México a lo largo de la Bahía de Campeche, alcanzando un máximo de casi 4 pulgadas (100 mm) en Yucatán y más de 3 pulgadas (76 mm) en Campeche.

### Costa occidental del golfo

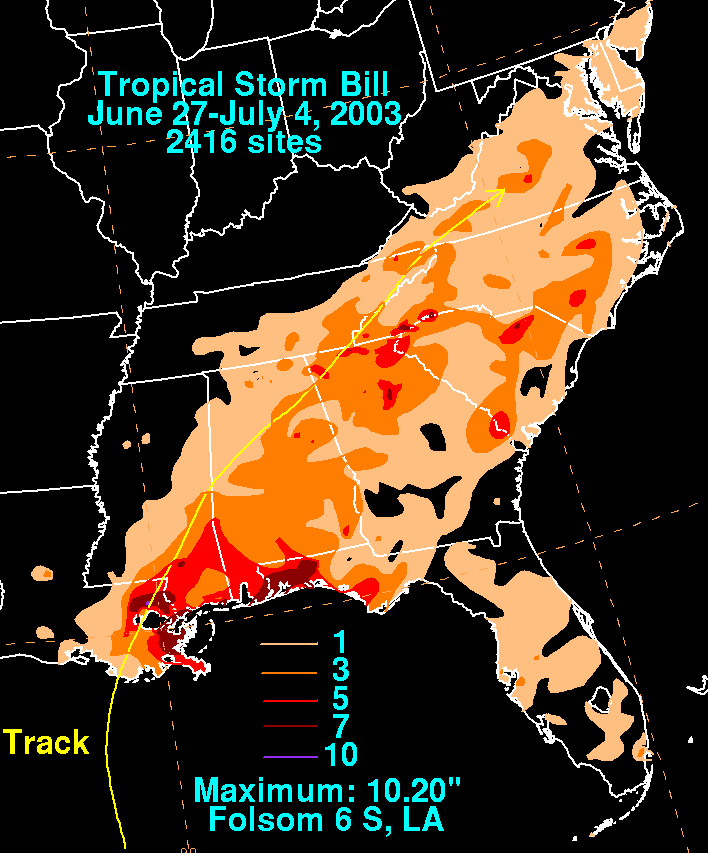
Totales de lluvia de la tormenta tropical Bill

Las bandas exteriores de Bill dejaron caer una lluvia ligera en el sureste de Texas, alcanzando un máximo de 1,07 pulgadas (27 mm) en Jamaica Beach. Los vientos sostenidos de la tormenta se mantuvieron débiles y las ráfagas de viento máximas fueron de 20 millas por hora (32 km/h) en el este del condado de Galveston. Al tocar tierra, Bill provocó una marejada ciclónica de hasta 3,81 pies (1,16 m) en Pleasure Pier. Los efectos en Texas fueron mínimos, limitados a una menor erosión de las playas de la Península de Bolívar.
Una marejada ciclónica moderada acompañó a la tormenta tropical Bill cuando tocó tierra en Luisiana. En el estado, el oleaje máximo reportado fue de 5.8 pies (1.8 m) y ocurrió en las instalaciones del Consorcio Marino de las Universidades de Luisiana en Chauvin. En Montegut, la oleada rompió un dique que aún estaba dañado por los efectos del huracán Lili nueve meses antes. La brecha inundó muchas viviendas de la localidad, obligando a la evacuación de todo un barrio. Como resultado, 150 viviendas de la ciudad resultaron dañadas, la mitad de ellas de gravedad. La marejada ciclónica afectó a numerosas ciudades bajas en el sureste de Luisiana al inundar carreteras, incluida la única carretera a Grand Isle, dejando varados a residentes y visitantes. La carretera se abrió un día después de la tormenta cuando las aguas de la inundación retrocedieron. Las aguas de la inundación entraron en algunas casas y negocios en la parroquia de St. Tammany. Los daños causados por la marejada ciclónica ascendieron a 4,1 millones de dólares (2003 USD). Las fuertes olas hundieron dos barcos en alta mar; sus ocupantes fueron rescatados.
El brote de tornado asociado con la tormenta comenzó con un F0 en la parroquia de St. Bernard que destruyó una casa de botes. Un tornado F1 de corta duración aterrizó en Reserve, golpeando una escuela secundaria privada, donde destruyó la mitad de un aula y dañó varias otras. Más tarde, el tornado de la F1 pasó por un parque de casas rodantes y dañó o destruyó 20 remolques. Un remolque con una mujer y tres niños se elevó por los aires y se dejó caer a 9,1 m (30 pies) de distancia; cuatro ocupantes resultaron heridos, ninguno de ellos de gravedad. Los daños causados por el tornado ascendieron a $2 millones (2003 USD, $2,81 millones 2021 USD). Un tercer tornado, clasificado como F0, golpeó la parroquia de Orleans, dañando un automóvil y una parte del techo.
Los vientos de 35 a 45 mph (56 a 72 km/h) eran comunes en el sureste de Luisiana, siendo el viento sostenido más alto de 53 millas por hora (85 km/h) en Chauvin y una ráfaga máxima de 62 mph (100 km/h) en el extremo norte de la calzada del lago Pontchartrain. Los vientos derribaron árboles y ramas de árboles contra las líneas eléctricas, dejando a 224.000 residentes sin electricidad. La tormenta arrojó cantidades moderadas a fuertes de precipitación, alcanzando un máximo de 10,2 pulgadas (260 mm) en un lugar a 6 millas (9,7 km) al sur de Folsom. La lluvia provocó inundaciones repentinas, que inundaron carreteras y automóviles y desbordaron la capacidad de drenaje local. La lluvia también provocó el desbordamiento de ríos y arroyos, lo que provocó inundaciones a lo largo del río Tangipahoa en el sur de la parroquia de Tangipahoa, y el río Bogue Falaya y Tchefuncte en la parroquia de St. Tammany. El río Bogue Falaya alcanzó su cresta a 57 pies (17 m) el 1 de julio, 12 pies (3,7 m) por encima del nivel de inundación, lo que se convirtió en un récord para la estación de registro. La inundación dañó varias estructuras y carreteras. Se produjeron inundaciones de ríos menos graves en las parroquias de Washington y Livingston. En total, los daños en Luisiana ascendieron a $44 millones (2003 USD, $61,9 millones en 2021 USD).

### Costa este del golfo
Al tocar tierra, Bill produjo una marejada ciclónica máxima de 4,99 pies (1,52 m) en Waveland, Misisipi. La marejada provocó la erosión de las playas, daños en los muelles y carreteras inundadas, y los daños causados por la marejada ascendieron a alrededor de $1 millón (2003 USD, $1,41 millones en 2021 USD). El viento máximo sostenido de la tormenta registrado en Misisipi fue de 43 millas por hora (69 km/h), en el Aeropuerto Internacional Gulfport-Biloxi, mientras que el aeropuerto y la Base de la Fuerza Aérea de Keesler reportaron una ráfaga de viento máxima de 52 millas por hora (84 km/h). La tormenta tropical Bill dejó caer lluvias de moderadas a fuertes en todo el estado, alcanzando un máximo de 9.49 pulgadas (241 mm) en Van Cleave. Las ráfagas de viento moderadas, junto con el suelo saturado, derribaron árboles en varios lugares. 34 carreteras en los condados de Pike y Walthall fueron bloqueadas por árboles caídos y dos casas resultaron dañadas. Además, se informaron cortes de energía cerca de la costa. La lluvia inundó calles en varias partes del estado y provocó que los ríos se desbordaran. Un arroyo desbordado en el condado de Pearl River inundó estructuras y carreteras. Las bandas de lluvia exteriores de Bill produjeron un tornado débil que aterrizó brevemente en Waveland, derribando varios árboles y provocando daños menores en los techos. Los daños en todo el estado se acumularon a $5 millones (2003 USD, $7.03 millones 2021 USD), principalmente por inundaciones.
Cuando la tormenta tropical Bill tocó tierra en Luisiana, sus efectos también se sintieron en la costa de Alabama, ya que las fuertes olas y las marejadas azotaron la costa del estado. Las mareas altas cerraron una carretera a la isla Dauphin y partes de una carretera a lo largo de la bahía de Mobile. Bill dejó caer más de 3 pulgadas (76 mm) de lluvia en la mitad sur de Alabama, con ubicaciones aisladas que recibieron más de 8 pulgadas (200 mm). Debido a las condiciones húmedas durante los meses anteriores a la tormenta, las lluvias de Bill provocaron inundaciones repentinas en muchos condados. El diluvio provocó el desbordamiento de ríos y arroyos, y dejó varias carreteras temporalmente intransitables debido a las crecidas. Los suelos saturados y las ráfagas de viento de 30 a 35 mph (48 a 56 km/h) derribaron numerosos árboles. Muchos árboles caídos aterrizaron en líneas eléctricas, lo que provocó cortes de energía para unas 19 000 personas. Un árbol derribado destruyó un automóvil y otro dañó el techo de una casa. En el condado de Lee, se requirió que un hombre fuera rescatado después de conducir a través de inundaciones. La inundación de carreteras resultó en algunos accidentes de tráfico menores. Además, las bandas exteriores de la tormenta generaron un tornado F1 en el condado de Crenshaw. Al principio de su camino, era estrecho y el daño se limitó a árboles caídos, dos cobertizos destruidos y algunas casas que sufrieron daños leves en las tejas o daños por árboles caídos. Más tarde, se expandió para alcanzar un ancho de 550 m (1800 pies) a medida que avanzaba hacia el noroeste. El tornado destruyó los techos de dos casas, una de las cuales sufrió daños en sus paredes. El tornado se disipó ocho minutos después de que comenzara su recorrido de 3 millas (4.8 km), lo que provocó daños por $200,000 (2003 USD, $281,368 USD 2021) y solo lesiones leves. Un segundo tornado, clasificado F0 en la escala de Fujita, ocurrió en el suroeste del condado de Montgomery. Un pequeño tornado con un ancho de solo 180 pies (55 m), se movió hacia el noroeste y derribó algunos árboles que cayeron sobre una casa móvil, una casa y dos autos. El tornado se disipó seis minutos después de que comenzara su trayectoria de 8 kilómetros (5 millas). En todo Alabama, la tormenta tropical Bill causó daños por alrededor de $300,000 (2003 USD, $422,051 USD 2021).
Las precipitaciones de la tormenta comenzaron a afectar a Florida unos días antes de que se formara, y las ubicaciones en la parte sur del estado recibieron más de 3 pulgadas (76 mm) de lluvia. A lo largo del Panhandle de Florida, Bill dejó caer más de 8 pulgadas (200 mm) de lluvia cuando tocó tierra, cerrando varias carreteras o dejándolas intransitables debido a las inundaciones. Una línea estacionaria de tormentas eléctricas en el condado de Okaloosa produjo aguaceros de hasta 6 pulgadas (150 mm) en una hora, lo que provocó inundaciones repentinas que arrasaron una parte de un puente. En el condado de Bay, las fuertes lluvias e inundaciones dañaron 40 viviendas, mientras que varios residentes de un apartamento en Parker tuvieron que ser rescatados en bote de las inundaciones. El fuerte oleaje producido por la tormenta mató a dos nadadores en Panama City Beach, mientras que una docena tuvo que ser rescatada. Parte del brote de tornado generado por la tormenta se extendió al norte de Florida. Los daños en Florida ascendieron a alrededor de $1 millón (2003 USD, $1,41 millones 2021 USD).

### Sureste de Estados Unidos

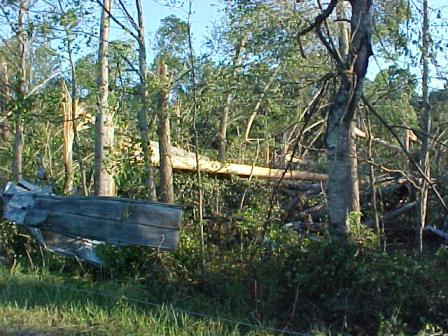
Árboles dañados por el tornado en Condado de Morgan

La tormenta tropical Bill arrojó lluvias ligeras de alrededor de 1 pulgada (25 mm) en el noreste de Arkansas y el sureste de Misuri, y más de 5 pulgadas (130 mm) en partes aisladas del este de Tennesee. La tormenta también produjo lluvias moderadas en el noroeste de Georgia, que alcanzaron un máximo de 7,1 pulgadas (180 mm) en Monroe. Las áreas en el sureste de Georgia recibieron generalmente alrededor de 1 pulgada (25 mm); algunas áreas costeras no recibieron ninguna precipitación de la tormenta. Las lluvias provocaron inundaciones en numerosos lugares alrededor del área metropolitana de Atlanta, dejando algunas carreteras intransitables o cerradas. La combinación de aire húmedo del sur, temperaturas frescas de un frente frío al norte y bajas presiones llevaron al desarrollo de supercélulas en Georgia y Carolina del Sur, varias de las cuales produjeron tornados. Un tornado F1 tocó tierra a 4,8 km al norte-noreste de Pennington; primero pasó por una granja, causando daños severos a dos galpones de productos lácteos, un tractor John Deere y tres edificios de almacenamiento de metal. El tornado destruyó un granero de heno, una cochera y un automóvil dentro de la cochera, mientras que también provocó la caída de un árbol y la muerte de una vaca. El tornado pasó por una zona boscosa, donde derribó o cortó cientos de árboles. Al entrar en un área más urbana, derribó 30 árboles aislados, algunos de los cuales cayeron en una parte de la Interestatal 20, cerrando temporalmente la carretera. El tornado dañó siete casas, principalmente daños en el techo, aunque una sufrió daños en varias ventanas, mientras que otra tenía un remolque utilitario y un automóvil dañado por árboles caídos; un edificio comercial también resultó dañado. Se informó de un tornado F2 en Clito, que derribó árboles y dañó casas móviles. Las tormentas eléctricas severas de los restos de Bill causaron daños considerables a una casa cerca de Louisville y derribaron varios árboles. Además, un tornado se asoció brevemente con las tormentas. Bill también provocó tormentas eléctricas en Kite que arrancaron varios árboles de un coche y una casa. Un hombre en Atlanta murió debido a la caída de un árbol. Los daños en Georgia ascendieron a $244,500 (2003 USD, $343,972 a 2021 USD).

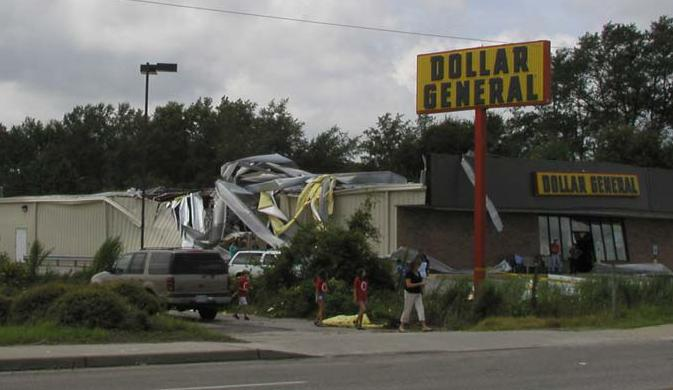
Daños por tornados en Hampton

El brote de tornado generado por Bill fue el mayor en el área del Servicio Meteorológico Nacional de Charleston, Carolina del Sur desde el brote provocado por el huracán Earl en 1998. Uno de esos tornado fue un F1 que golpeó Hampton, que arrancó árboles y derribó líneas eléctricas. El tornado dañó severamente una tienda Dollar General, mientras que varias casas resultaron dañadas por árboles caídos. Un tornado F1 también aterrizó cerca de Smoaks, que arrancó varios árboles, provocó un automóvil aplastado debido a un árbol caído, causó graves daños en el techo de una casa móvil y mató a un perro. La tormenta produjo fuertes lluvias en la parte norte del estado, y algunas ubicaciones informaron más de 7 pulgadas (180 mm). La lluvia provocó inundaciones repentinas en algunas áreas, lo que causó algunos daños.

## Sucesos
Un día después de la tormenta, las compañías eléctricas restauraron la electricidad a 151.000 clientes. Los ciudadanos de Montegut hicieron circular una petición para una demanda colectiva en respuesta a la falla del dique. La Cruz Roja Americana instaló una iglesia en Reserve como refugio de emergencia. Solo cinco personas se quedaron la primera noche, lo que provocó que la organización lo convirtiera en un centro de servicios familiares. Más de 100 familias pidieron asistencia alimentaria. La Cruz Roja también instaló un refugio en Houma, donde se alojaron 14 personas.